# Amblysomus septentrionalis
Amblysomus septentrionalis е вид бозайник от семейство Златни къртици (Chrysochloridae). Видът е почти застрашен от изчезване.

## Разпространение
Разпространен е в Свазиленд и Южна Африка.